# Walter Joseph Marm Jr.
Walter Joseph «Joe» Marm Jr. (Washington, 20 de noviembre de 1941) es un coronel retirado del Ejército de los Estados Unidos, condecorado con el más alto reconocimiento al valor, la Medalla de Honor, por sus acciones en la guerra de Vietnam.

## Primeros años
Marm nació en Washington, Pensilvania, hijo de Walter y Dorothy Marm, oficial de policía del estado de Pensilvania y empleada minorista, respectivamente. Se graduó en la Universidad Duquesne en 1964 con un título en Empresariales. Luego se unió al Ejército de los Estados Unidos en Pittsburgh, Pensilvania, se graduó en la Escuela de Candidatos a Oficiales y asistió a la Escuela de Rangers. 

## Carrera militar
En septiembre de 1965, Marm estaba sirviendo en la República de Vietnam (Vietnam del Sur). El 14 de noviembre, fue teniente segundo y líder de pelotón del 2.° Pelotón, Compañía A, 1.° Batallón, 7.° Regimiento de Caballería, 1.ª División de Caballería (Aeromóvil). Ese día, durante la batalla de Ia Drang, él solo destruyó una posición de ametralladora enemiga y eliminó a varios de sus defensores, sufriendo graves heridas en el proceso. Marm sobrevivió a sus heridas y posteriormente fue ascendido a primer teniente; el 19 de diciembre de 1966 recibió la Medalla de Honor por sus acciones.
Marm alcanzó el rango de coronel antes de retirarse del ejército en 1995. También posee el rango de Life Scout en los Boys Scout de América.

## Mención de la Medalla de Honor
La mención oficial de la Medalla de Honor del primer teniente Marm dice: 
Por la conspicua valentía e intrepidez a riesgo de la propia vida más allá del llamado del deber. Como jefe de pelotón de la 1.ª División de Caballería (Aeromóvil), el teniente Marm demostró un coraje indomable durante una operación de combate. Su compañía se movía a través del valle para relevar a una unidad amiga rodeada por una fuerza enemiga del tamaño  estimado de un regimiento. El teniente Marm lideró a su pelotón a través de un fuego devastador hasta que finalmente se vieron obligados a ponerse a cubierto. Dándose cuenta de que su pelotón no podía aguantar mucho tiempo, y viendo a cuatro soldados enemigos moviéndose en su posición, se movió rápidamente bajo fuego pesado y aniquiló a los 4. Entonces, viendo que su pelotón recibía fuego intenso de una ametralladora oculta, se expuso deliberadamente para atraer su fuego. Localizando así su posición, intentó destruirla con un arma antitanque. Aunque infligió bajas, el arma no silenció el fuego enemigo. Rápidamente, haciendo caso omiso del intenso fuego dirigido contra él y contra su pelotón, cargó 30 metros a través de terreno abierto, y lanzó granadas a la posición enemiga, matando a algunos de los 8 insurgentes que la manejaban. Aunque estaba gravemente herido, cuando sus granadas se gastaron, armado solo con un rifle, continuó el impulso de su asalto a la posición y mató al resto de enemigos. Las acciones desinteresadas del teniente Marm redujeron el fuego sobre su pelotón, rompieron el asalto enemigo y reunieron a su unidad para continuar hacia el cumplimiento de esta misión. La valentía del teniente Marm en el campo de batalla y su extraordinaria intrepidez a riesgo de su vida están en la más alta tradición del Ejército de los Estados Unidos y reflejan un gran crédito sobre sí mismo y las Fuerzas Armadas de su país.

## Respaldo político
Marm, republicano conservador, respaldó a Donald Trump para presidente en 2016. Marm viajó con Trump a los mítines electorales y apareció en el escenario con él en numerosos lugares, entre ellos Selma, Carolina del Norte, el 3 de noviembre de 2016.